# Елдорејдо (Оклахома)
Елдорејдо (енгл. Eldorado) град је у америчкој савезној држави Оклахома.

## Демографија
По попису из 2010. године број становника је 446, што је 81 (-15,4%) становника мање него 2000. године.
| Група             | 2000.       | 2010.       |
| Белци             | 472 (89,6%) | 318 (71,3%) |
| Афроамериканци    | 0 (0,0%)    | 6 (1,3%)    |
| Азијати           | 1 (0,2%)    | 1 (0,2%)    |
| Хиспаноамериканци | 44 (8,3%)   | 89 (20,0%)  |
| Укупно            | 527         | 446         |